# Moelv Station
Moelv Station (Moelv stasjon) er en jernbanestation på Dovrebanen, der ligger i centrum af byen Moelv i Ringsaker kommune i Norge. Stationen består af to spor med hver sin sideliggende perron, en stationsbygning i sten og en parkeringsplads.
Stationen åbnede 15. november 1894, da banen mellem Hamar og Tretten stod færdig. Oprindeligt hed den Moelven, men den skiftede navn til Moelv 1. september 1922. Stationen blev fjernstyret 29. april 1966.
Ved stationens åbning i 1894 blev den forsynet med en stationsbygning, der var opført i tegninger af Paul Due. Den blev revet ned i 1981 og erstattet af den nuværende, der blev opført efter tegninger af NSB Arkitektkontor. Stationen blev gjort ubemandet 1. december 1997, men der er stadig en ventesal i bygningen. Den blev fredet i 1999. Stationens gamle pakhus fungerer i dag som galleri.
I 2012 gennemførte Jernbaneverket en omfattende modernisering af stationen for lidt over 90 mio. NOK. Der blev bygget to nye perroner, en gangtunnel med trapper og elevatorer samt større parkeringspladser på begge sider af stationen.